# Willibald Borowietz
Willibald Borowietz (17 de septiembre de 1893-1 de julio de 1945) fue un general alemán durante la II Guerra Mundial que comandó varias divisiones. Fue condecorado con la Cruz de Caballero de la Cruz de Hierro con Hojas de Roble de la Alemania Nazi.
Borowietz se rindió a las fuerzas Aliadas junto con el Afrika Korps. Fue retenido como prisionero de guerra por los Estados Unidos en Camp Clinton, Mississippi, donde se suicidó, electrocutándose en una bañera el 1 de julio de 1945. Oficialmente su muerte fue atribuida a una hemorragia cerebral.
Su esposa, Eva Ledien, era de ascendencia judía y se suicidó en octubre de 1938 para que sus hijos pudieran ser arianizados. La hermana de Eva, Käthe (Ledien) Bosse, murió en el campo de concentración de Ravensbrück el 16 de diciembre de 1944.

## Condecoraciones
- Cruz de Hierro (1914) 2ª Clase (6 de octubre de 1914) & 1ª Clase (25 de junio de 1915)[2]
- Broche de la Cruz de Hierro (1939) 2ª Clase (25 de septiembre de 1939) & 1ª Clase (11 de junio de 1940)[2]
- Cruz Alemana en Oro el 14 de junio de 1942 como Oberst en el Schützen-Regiment 10[3]
- Cruz de Caballero de la Cruz de Hierro con Hojas de Roble
  - Cruz de Caballero el 24 de julio de 1941 como Oberstleutnant y comandante del Schützen-Regiment 10[4]
  - Hojas de Roble el 10 de mayo de 1943 como Generalmajor y comandante de la 15.Panzer-Division[5]